# Campionato nordico di calcio 1924-1928
Il Campionato nordico di calcio 1924-1928 (Nordisk Mesterskap 1924-1928) fu la prima edizione del Campionato nordico di calcio, competizione calcistica per nazione riservata ai paesi scandinavi. La competizione si svolse in forma itinerante dal 15 giugno 1924 al 7 ottobre 1928 e vide la partecipazione di tre squadre: Danimarca, Norvegia e Svezia.

## Formula
- Qualificazioni

Nessuna fase di qualificazione. Le squadre sono qualificate direttamente alla fase finale.
- Fase finale

Girone unico - 3 squadre, giocano partite di sola andata per cinque turni. La vincente si laurea campione dei Paesi Nordici.

## Squadre partecipanti
| Pr. | Squadra   | Data di qualificazione certa | Partecipante in quanto | Partecipazioni precedenti al torneo | Ultima presenza |
| --- | --------- | ---------------------------- | ---------------------- | ----------------------------------- | --------------- |
| 1   | Danimarca | -                            | Qualificata di diritto | -                                   | Esordiente      |
| 2   | Norvegia  | -                            | Qualificata di diritto | -                                   | Esordiente      |
| 3   | Svezia    | -                            | Qualificata di diritto | -                                   | Esordiente      |

Nella sezione "partecipazioni precedenti al torneo", le date in grassetto indicano che la nazione ha vinto quella edizione del torneo, mentre le date in corsivo indicano la nazione ospitante.

## Fase finale

### Girone unico

#### Classifica
| Pos | Squadra   | P.ti | G  | V | N | P | GF | GS | DR  |
| --- | --------- | ---- | -- | - | - | - | -- | -- | --- |
| 1   | Danimarca | 16   | 10 | 7 | 2 | 1 | 25 | 11 | +14 |
| 2   | Svezia    | 13   | 10 | 6 | 1 | 3 | 31 | 19 | +12 |
| 3   | Norvegia  | 1    | 10 | 0 | 1 | 9 | 17 | 43 | -26 |

#### Risultati
| Arbitro: | Watson |

|                      |           |                              |
| Olsen 2’ Nilsson 47’ | Marcatori | 59’ Kaufeldt 71’, 75’ Rydell |

| Arbitro: | Ohlson |

|            |           |                            |
| Berstad 9’ | Marcatori | 21’ Olsen 26’, 31’ Nielsen |

| Arbitro: | Langenus |

|                                                  |           |             |
| Keller 2’ Kaufeldt 44’, 54’ Rydell 66’, 78’, 89’ | Marcatori | 32’ Berstad |

| Arbitro: | Watson |

|  |           |                        |
|  | Marcatori | 37’ Larsen 65’ Nielsen |

| Arbitro: | Watson |

|                                                  |           |           |
| Nilsson 7’, 71’ Nielsen 49’ Rohde 73’ Larsen 81’ | Marcatori | 60’ Lunde |

| Arbitro: | Andersen |

|                           |           |                                                         |
| Berstad 3’, 34’ Lunde 68’ | Marcatori | 22’, 42’, 44’, 62’ Rydell 30’, 89’ Kaufeldt 71’ Haglund |

| Arbitro: | Cejnar |

|                              |           |                            |
| Kaufeldt 31’ Rydell 60’, 69’ | Marcatori | 19’ Andersen 26’ Gundersen |

| Arbitro: | Bergqvist |

|                           |           |               |
| Gundersen 24’ Berstad 35’ | Marcatori | 9’, 48’ Rohde |

| Arbitro: | Bauwens |

|                               |           |  |
| Bendixen 41’ (rig.) Rohde 69’ | Marcatori |  |

| Stoccolma 19 giugno 1927 | Svezia   | 0 – 0 referto | Danimarca | Olympiastadion (20.000 spett.)\| Arbitro: \| Langenus \| |
| Arbitro:                 | Langenus |               |           |                                                          |

| Arbitro: | Remke |

|                               |           |                                      |
| Berstad 5’, 80’ Gundersen 89’ | Marcatori | 18’, 23’, 65’ Rydell 38’, 68’ Olsson |

| Arbitro: | Birlem |

|                                    |           |               |
| Jørgensen 48’ Rohde 58’ Hansen 69’ | Marcatori | 21’ Gundersen |

| Arbitro: | Remke |

|                                                 |           |              |
| Keller 15’, 70’ Lundahl 22’, 57’ Kroon 28’, 76’ | Marcatori | 54’ Helgesen |

| Arbitro: | Stenborg |

|                          |           |                                           |
| Berstad 63’ Andersen 80’ | Marcatori | 66’ (rig.) Hansen 70’ Rohde 72’ Jørgensen |

| Arbitro: | Spranger |

|                                   |           |            |
| Rohde 6’ Jørgensen 8’ Nilsson 31’ | Marcatori | 32’ Rydell |

## Statistiche

### Classifica marcatori
| Gol |  |  | Giocatore     | Squadra   |
| --- |  |  | ------------- | --------- |
| 15  |  |  | Sven Rydell   | Svezia    |
| 8   |  |  | Finn Berstad  | Norvegia  |
| 7   |  |  | Michael Rohde | Danimarca |
| 6   |  |  | Per Kaufeldt  | Svezia    |